# Андерс Люнгберг
Андерс Люнгберг (швед. Anders Ljungberg, нар. 12 липня 1947) — шведський футболіст, що грав на позиції півзахисника.
Виступав, зокрема, за клуб «Мальме», а також національну збірну Швеції.
Триразовий чемпіон Швеції. Чотириразовий володар Кубка Швеції. 

## Клубна кар'єра
У дорослому футболі дебютував 1967 року виступами за команду клубу «Мальме», в якій провів один сезон, взявши участь у 35 матчах чемпіонату. 
Протягом 1968—1971 років захищав кольори команди клубу «Отвідабергс ФФ».
Своєю грою за останню команду знову привернув увагу представників тренерського штабу клубу «Мальме», до складу якого повернувся 1972 року. Цього разу відіграв за команду з Мальме наступні сім сезонів своєї ігрової кар'єри. Більшість часу, проведеного у складі «Мальме», був основним гравцем команди. За ці роки по три рази вигравав чемпіонат Швеції і Кубок країни.
Протягом 1980—1981 років захищав кольори команди клубу «Ландскруна БоІС».
Завершив професійну ігрову кар'єру у клубі «Еребру», за команду якого виступав 1982 року.

## Виступи за збірну
1971 року дебютував в офіційних матчах у складі національної збірної Швеції. Протягом кар'єри у національній команді, яка тривала 7 років, провів у формі головної команди країни 9 матчів.

## Титули і досягнення
- Чемпіон Швеції (3):

«Мальме»:  1974, 1975, 1977
- Володар Кубка Швеції (4):

«Отвідабергс»: 1970-71
«Мальме»: 1973-74, 1974-75, 1977-78